# Droit féroïen
Le droit féroïen est le droit appliqué dans le pays constitutif des îles Féroé au Danemark.

## Sources du droit

### Constitution du Danemark
La Constitution du Danemark est la norme suprême du Royaume du Danemark, c'est-à-dire de ses trois pays constitutifs : le Danemark continental, les îles Féroé et le Groenland.

### Loi sur l'autonomie
La législation sur l'autonomie des îles Féroé, la Lov om Færøernes Hjemmestyre, a été adoptée le 23 mars 1948. La loi institue une communauté autonome au sein de l’État danois.

### Législation
Le pouvoir législatif appartient au Løgting.
Le Lov om Færøernes Hjemmestyre énonce dans sa liste A un ensemble de compétences qui ont été transférées au gouvernement féroïen. Parmi ces domaines se trouvent l'administration locale des Féroé, les affaires municipales (dont la gouvernance et la taxation), la construction (l'urbanisme, etc.), les services d'incendie et de santé (hôpitaux, pharmacie, etc.), les registres de populations, le bien-être public (le travail, les assurances, la sécurité sociale, etc.), les impôts directs et indirects (timbres, loterie, etc.), les permis et licences, les écoles (dont les écoles élémentaires, la formation des professeurs, etc.), les musées et bibliothèques, les monuments et la conservation de la nature, les ports (protection des côtes, ferry, etc.), les questions rurales et agricoles, la production et la distribution (contrôle des prix, plafonds des prix, le rationnement, les restrictions, etc.).

## Sources

## Compléments